# Фофанов, Иван Андреевич
Ива́н Андре́евич Фо́фанов (1734—1774) — яицкий казак, участник Пугачёвского восстания.
Присоединился к армии восставших в ноябре 1773 года, принимал участие в осаде Оренбурга и городовой крепости в Яицком городке. На большом войсковом круге Яицкого войска, проведённом Пугачёвым 1 февраля 1774 года, вместе с Перфильевым был выбран войсковым старшиной. После разгрома отрядов восставших у реки Быковки 15 апреля 1774 года и вступления бригады генерала Мансурова в Яицкий городок, Фофанов бежал в прияицкую степь, собрал в отряд рассеянных участников восстания, но не смог пробиться к основной армии восставших, укрывшейся в горнозаводском районе Южного Урала. Погиб в июле 1774 года в боях с карательной экспедицией Мансурова.